# Mariano Vittori
Mariano Vittori (Rieti, 1485 – Rieti, 29 giugno 1572) è stato un umanista, teologo e vescovo cattolico italiano.

## Biografia
Nato intorno al 1485 da una nobile famiglia con il nome di Mariano Amoretti, decise di cambiare il proprio cognome in Vittori in onore di uno zio che aveva sostenuto i suoi studi.
Laureato in utroque iure, dal 1510 fu canonico della cattedrale di Rieti e pubblico lettore di teologia. Il cardinale Giovanni Gerolamo Morone, che lo stimava per la sua erudizione, lo chiamò a partecipare al Concilio di Trento come teologo uditore.
Nell'epoca della Controriforma, in cui per la Chiesa era pressante la necessità di diffondere le opere dei padri della Chiesa nella loro versione originaria, per contrastare la dottrina luterana, il Vittori mise al servizio del papato la sua erudizione e le sue qualità di umanista.
Papa Pio IV gli affidò infatti l'incarico di curare un'edizione critica delle Epistole di San Girolamo. Il lavoro filologico fu complesso e richiese il confronto di tutte le edizioni precedenti e dei codici antichi, ma ebbe il successo sperato e la sua edizione fu giudicata migliore anche di quella edita pochi anni prima da Erasmo da Rotterdam.
Morto Pio IV, nel 1566 Pio V lo incaricò di curare edizioni critiche anche per le altre opere di San Girolamo, un compito portato a termine nel 1570 con il sostegno del cardinale Guglielmo Sirleto. Quest'opera gli valse molti riconoscimenti pubblici e una grande fama, tanto che fu ristampata più volte in pochi anni.
Su incarico dei papi, partecipò inoltre alla revisione della Vulgata, alla versione critica del Decreto di Graziano e, secondo studi più recenti, anche alla stesura del Catechismo romano, manuale incaricato di diffondere la dottrina cattolica della Controriforma.
Ma il Vittori fu autore di numerose altre opere nel campo della teologia, del diritto canonico, della liturgia e della morale. La sua erudizione eccelleva in particolare nel campo delle lingue orientali, tanto che fu autore di una grammatica della lingua etiope che è considerata il primo studio di una lingua africana comparso in Europa.
Merita di essere ricordato il manoscritto De antiquitatibus Italiae et Urbis Reatis (1566), primo illustre tentativo di sistematizzazione della storia locale di Rieti, che costituì la base per opere successive come la Descrittione della città di Rieti di Pompeo Angelotti e l'Erario reatino di Loreto Mattei; il manoscritto di Vittori fu citato anche dal geografo tedesco Luca Olstenio, nelle sue note all'Italia antiqua di Cluverio.
Nel 1571 Papa Pio V gli offrì l'incarico di segretario personale, ma il Vittori rifiutò. Il 17 dicembre dello stesso anno il pontefice lo nominò vescovo di Amelia; infine il 2 giugno 1572 Gregorio XIII lo chiamò a capo della diocesi di Rieti, sua città natale, ma il Vittori morì prima della cerimonia di insediamento.
È sepolto nella cappella del crocifisso del Duomo di Rieti. A Vittori è dedicato il largo antistante il Palazzo Vescovile di Rieti.